# Tyron Stewart
Tyron Stewart (8 luglio 1989) è un ex lunghista statunitense.

## Biografia
Stewart ha studiato a Cedar Hill, prima di entrare a far parte della squadra atletica della Texas A&M University e gareggiare nei campionati NCAA.
Nel 2014, dopo aver vinto il titolo nazionale indoor del salto in lungo, Stewart ha preso parte ai Mondiali indoor in Polonia, non qualificandosi per la finale.
Dopo aver lasciato la carriera agonistica nel 2016, Stewart è diventato preparatore atletico ed ha allenato la squadra della Northwestern State University in Louisiana.

## Palmarès
| Anno | Manifestazione  | Sede  | Evento         | Risultato | Prestazione | Note |
| ---- | --------------- | ----- | -------------- | --------- | ----------- | ---- |
| 2014 | Mondiali indoor | Sopot | Salto in lungo | 9º (q)    | 8,00 m      |      |

## Campionati nazionali
- 1 volta campione nazionale indoor del salto in lungo (2014)